# Подринье

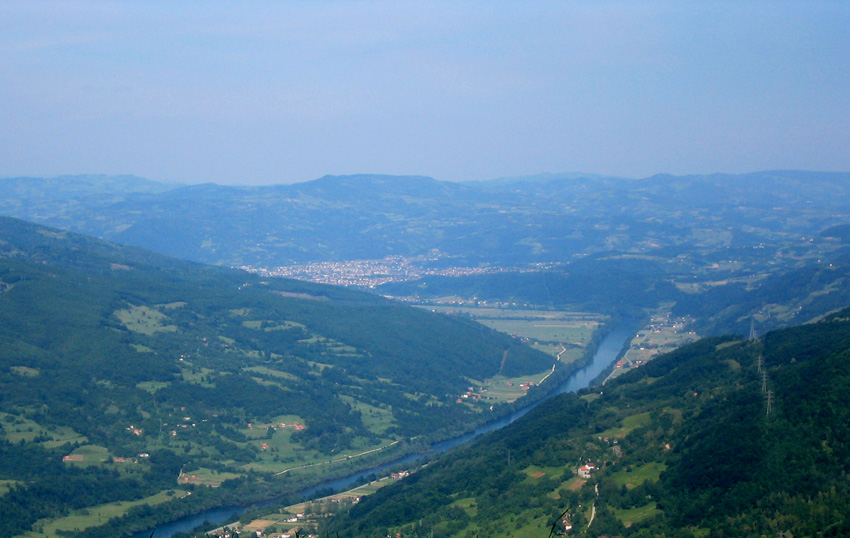
Долина реки Дрина, город Баина-Башта

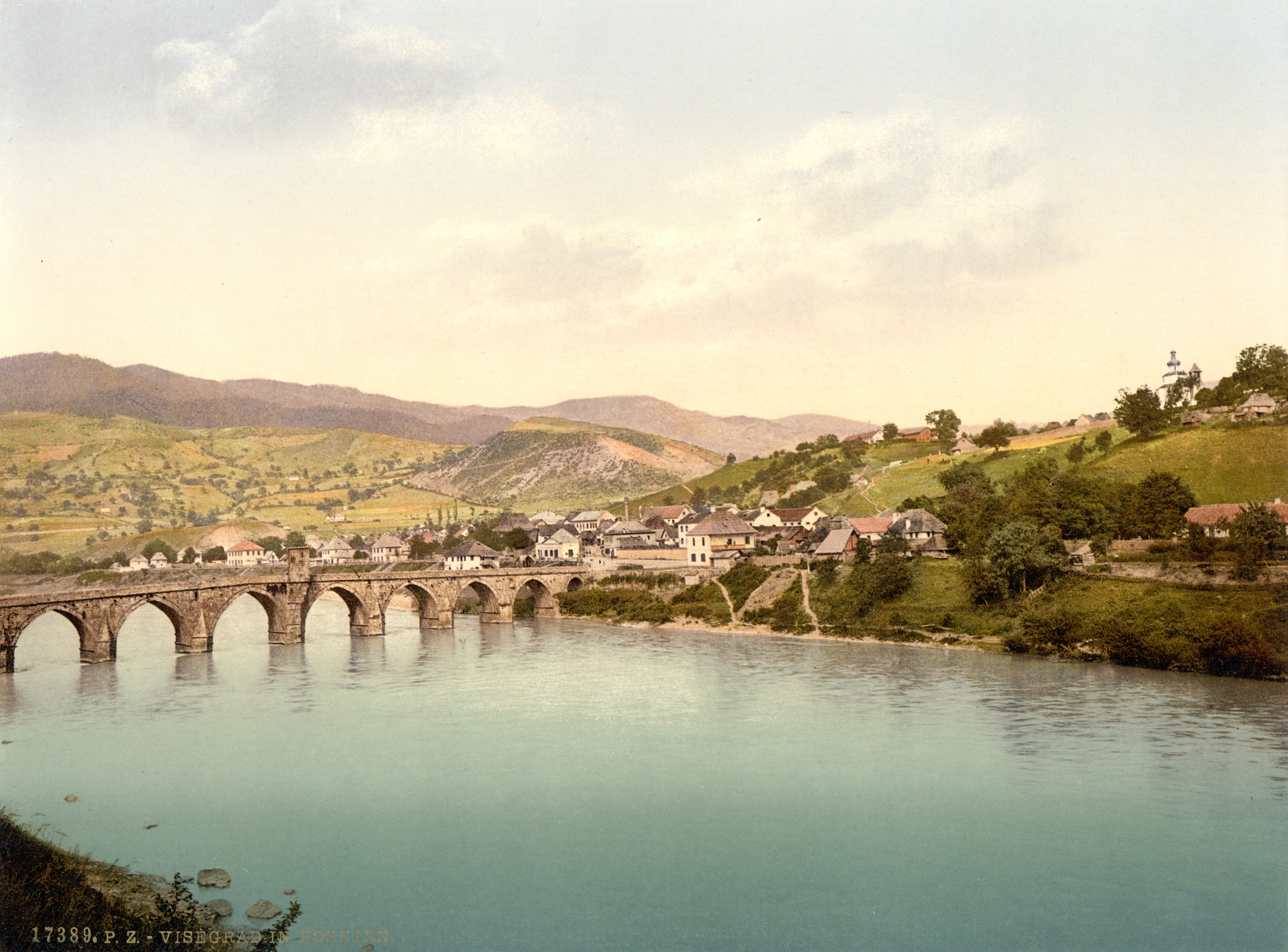
Мост через Дрину в городе Вишеград (около 1890 года)

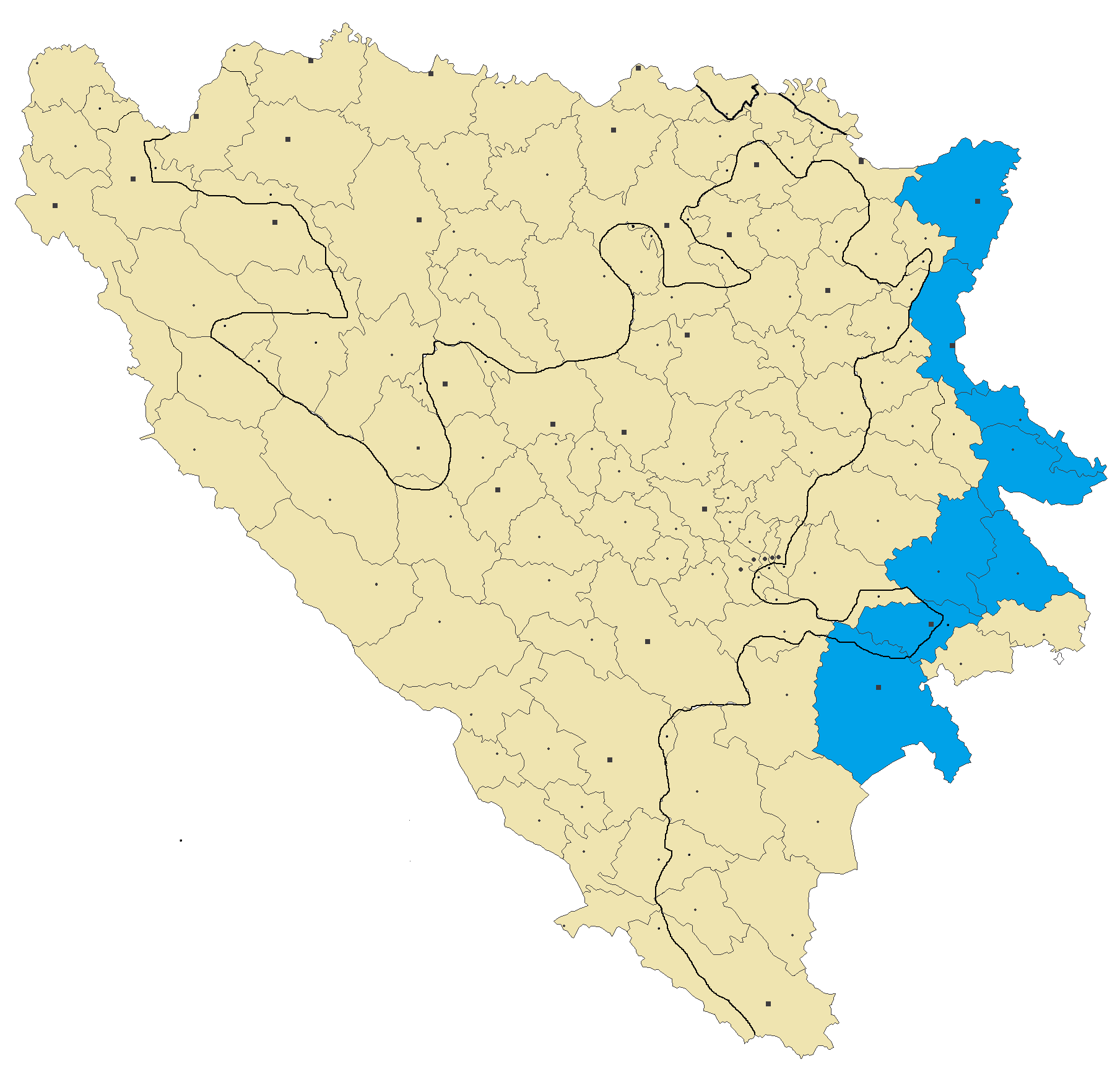
Общины Боснии и Герцеговины в регионе Подринье

Подринье — географический регион Балканского полуострова; славянское название долины реки Дрина, протекающей по территории Боснии и Герцеговины и Сербии.

## Экономико-географическое положение
Около течения реки в сербской части Подринья находится несколько макрорегионов: Азбуковица, Ядар, Лешница и Мачва, в боснийской части — Семберия и Бирач. На севере границей Подринья является Посавина. Подринье состоит из различных пород, в том числе и магматического происхождения, с залежами полезных ископаемых у Крупани, Заячи, Зворника, Власеницы, Сребреницы и Братунаца (сурьма, свинец, цинк, боксит и т.д.). Подринье является в общем и целом слаборазвитым с экономической точки зрения, выгодным для ведения сельского хозяйства и выработки энергии (действуют ГЭС Баина-Башта, Зворник и Вишеград), поскольку Дрина является самой крупной рекой стран бывшего СФРЮ, выгодной для выработки электроэнергии.
В Подринье выращиваются ягоды (малина и ежевика), особенно в районе Братунаца и Любовии. Промышленность также достаточно развита, но хорошие транспортные линии отсутствуют: есть дороги только от Шабаца к Зворнику и до Баины-Башты через Любовию. Часть долины Дрины с каньонами и ущельями непригодна для строительства дорог. Регион в целом малонаселённый, единственный крупный город на территории Сербии — Лозница, также встречаются Вишеград и Сребреница (в Боснии и Герцеговине). Три природных курорта: Баня-Ковиляча (Сербия), Сребреничка-Баня и Вишеградска-Баня (Босния и Герцеговина).

## История
Подринский округ с 1918 по 1922 годы со столицей в Шабаце был одним из округов КСХС, находился на северо-западе Шумадии и Западной Сербии. С 1922 по 1929 годы Подринская область находилась примерно на той же территории со столицей в Шабаце, а в 1929 году была учреждена Дринская бановина со столицей в Сараево. Бановина включал в себя запад Сербии и восток Боснии и Герцеговины.
После разгрома Югославии территорию Бановины разделили между НГХ и военной администрацией Сербии. В 1941 году объединённые силы партизан и четников (ещё до раскола) в ходе боёв за Баню-Ковилячу и Лозницу вытеснили на время оттуда немцев, и партизаны учредили Ужицкую республику — первую освобождённую от немцев своими силами территорию в Европе (без учёта СССР). Немцы в конце 1941 года разгромили республику, и партизаны ушли в Боснию и Герцеговину. Освобождение территории завершилось к концу 1944 года — началу 1945 года.
Во время Боснийской войны в Подринье было убито множество мусульман, многие из них бежали. Считается, что часть из них погибла во время трагедии в Сребренице, в совершении которой обвиняют военных Республики Сербской. Согласно Сараевскому центру исследований и документаций при проекте Боснийского атласа погибших, именно в Подринье погибло больше всего гражданских: из 97207 официально погибших в Боснийской войне, по оценкам Мирсада Токача в 2007 году, 28666 жертв относятся к событиям в Подринье.
В наши дни Боснийско-Подринский кантон (Федерация Боснии и Герцеговины) носит имя региона.

## Города
Босния и Герцеговина (Республика Сербская; Боснийско-Подринский кантон Федерации Боснии и Герцеговины):
- Сребреница
- Братунац
- Фоча
- Горажде
- Жепа
- Вишеград
- Власеница
- Рогатица
- Зворник
- Яня

 Сербия (Мачванский округ; Златиборский округ):
- Баина-Башта
- Баня-Ковиляча
- Любовия
- Лозница
- Мали-Зворник